# Mistrzostwa Europy w Zapasach 2000
52. Mistrzostwa Europy w zapasach odbyły się w kwietniu. W stylu klasycznym walczono w Moskwie, a w stylu wolnym w Budapeszcie.

## Styl klasyczny

### Medaliści
| Konkurencja | Złoto                | Srebro           | Brąz                   |
| ----------- | -------------------- | ---------------- | ---------------------- |
| -54 kg      | Marian Sandu         | Boris Ambarcumow | Alfred Ter-Mykyrtczian |
| -58 kg      | István Majoros       | Armen Nazarian   | Rıfat Yıldız           |
| -63 kg      | Warteres Samurgaszew | Beat Motzer      | Witalij Żuk            |
| -69 kg      | Aleksiej Głuszkow    | Csaba Hirbik     | Movses Karapetian      |
| -76 kg      | Wiaczasłau Makaranka | Dawyd Manukian   | Murat Kardanow         |
| -85 kg      | Martin Lidberg       | Andrej Batura    | Aleksandr Mieńszczikow |
| -97 kg      | Siarhiej Lisztwan    | Gogi Koguaszwili | Mehmet Özal            |
| -125 kg     | Aleksandr Karielin   | Serghei Mureico  | Mihály Deák-Bárdos     |

### Tabela medalowa
| Lp. | Państwo    | Złoto | Srebro | Brąz |
| --- | ---------- | ----- | ------ | ---- |
| 1   | Rosja      | 3     | 2      | 2    |
| 2   | Białoruś   | 2     | 1      | 1    |
| 3   | Węgry      | 1     | 1      | 1    |
| 4   | Szwecja    | 1     | 0      | 0    |
|     | Rumunia    | 1     | 0      | 0    |
| 6   | Bułgaria   | 0     | 2      | 0    |
| 7   | Ukraina    | 0     | 1      | 0    |
|     | Szwajcaria | 0     | 1      | 0    |
| 9   | Niemcy     | 0     | 0      | 2    |
| 10  | Armenia    | 0     | 0      | 1    |
|     | Turcja     | 0     | 0      | 1    |

## Styl wolny

### Medaliści
| Konkurencja | Złoto               | Srebro               | Brąz             |
| ----------- | ------------------- | -------------------- | ---------------- |
| -54 kg      | Ołeksandr Zacharuk  | Leonid Czuczunow     | Iwan Dżorew      |
| -58 kg      | Murad Ramazanow     | Arif Kama            | Jewhen Busłowycz |
| -63 kg      | Murad Umachanow     | Siarhiej Smal        | Serafim Byrzakow |
| -69 kg      | Emzarios Bendinidis | Siarhiej Dziemczanka | Nikołaj Pasłar   |
| -76 kg      | Buwajsar Sajtijew   | Adem Bereket         | Guram Mczedlidze |
| -85 kg      | Adam Sajtijew       | Biejbułat Musajew    | Gábor Kapuvári   |
| -97 kg      | Sagid Murtazalijew  | Arawat Sabiejew      | Wadym Tasojew    |
| -125 kg     | Marek Garmulewicz   | Dawid Musulbies      | Sven Thiele      |

### Tabela medalowa
| Lp. | Państwo  | Złoto | Srebro | Brąz |
| --- | -------- | ----- | ------ | ---- |
| 1   | Rosja    | 5     | 2      | 0    |
| 2   | Ukraina  | 1     | 0      | 2    |
| 3   | Gruzja   | 1     | 0      | 1    |
| 4   | Polska   | 1     | 0      | 0    |
| 5   | Białoruś | 0     | 3      | 0    |
| 6   | Turcja   | 0     | 2      | 0    |
| 7   | Niemcy   | 0     | 1      | 1    |
| 8   | Bułgaria | 0     | 0      | 3    |
| 9   | Węgry    | 0     | 0      | 1    |

## Kobiety styl wolny

### Medaliści
| Konkurencja | Złoto                    | Srebro          | Brąz            |
| ----------- | ------------------------ | --------------- | --------------- |
| -46 kg      | Lidija Karamczakowa      | Farah Touchi    | Kamelija Cekowa |
| -51 kg      | Olga Smirnowa            | Ida Hellström   | Inessa Rebar    |
| -56 kg      | Sara Eriksson            | Natalja Iwaszko | Anna Gomis      |
| -62 kg      | Natalia Hartmann-Duenser | Gudrun Høie     | Natalja Iwanowa |
| -68 kg      | Lise Legrand             | Anita Schätzle  | Anna Szamowa    |
| -75 kg      | Tetiana Komarnyćka       | Edyta Witkowska | Zarife Yıldırım |

### Tabela medalowa
| Lp. | Państwo  | Złoto | Srebro | Brąz |
| --- | -------- | ----- | ------ | ---- |
| 1   | Rosja    | 2     | 1      | 2    |
| 2   | Francja  | 1     | 1      | 1    |
| 3   | Szwecja  | 1     | 1      | 0    |
| 4   | Ukraina  | 1     | 0      | 1    |
| 5   | Austria  | 1     | 0      | 0    |
| 6   | Polska   | 0     | 1      | 0    |
|     | Niemcy   | 0     | 1      | 0    |
|     | Norwegia | 0     | 1      | 0    |
| 9   | Bułgaria | 0     | 0      | 1    |
|     | Turcja   | 0     | 0      | 1    |